# 大澤善助

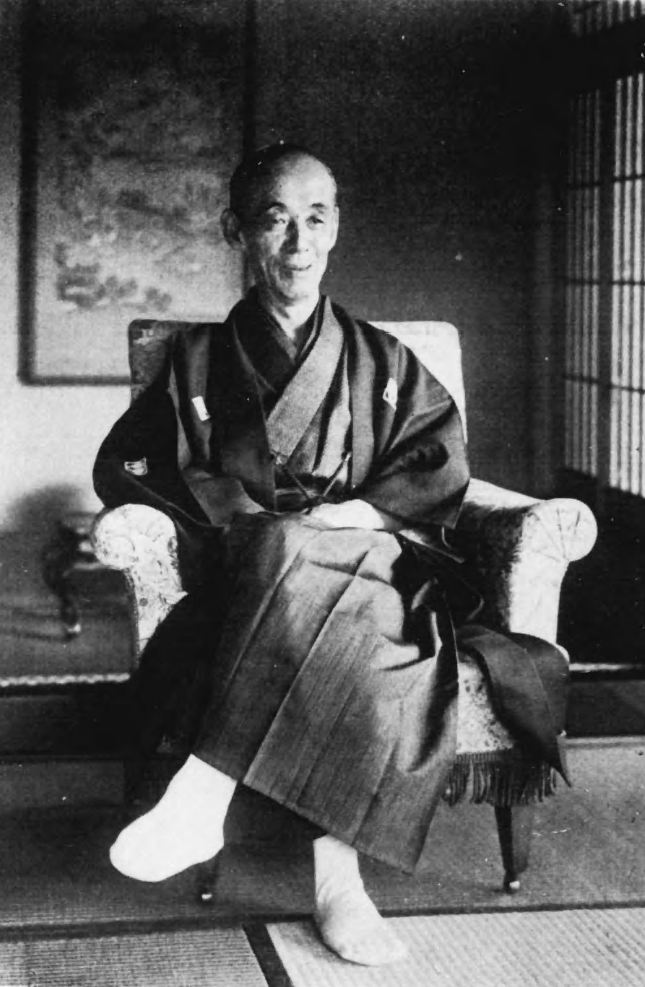
大沢善助 1920年代

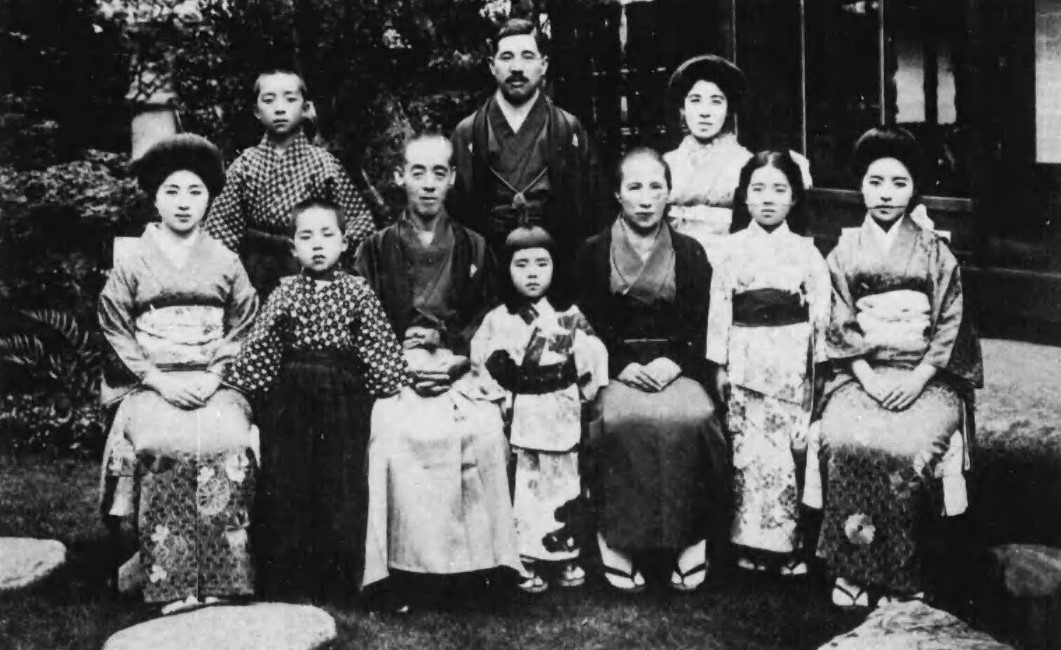
大沢善助夫妻と長男徳太郎一家。後列右より徳太郎夫妻、徳太郎長男、前列右より徳太郎次女、同三女、善助妻、徳太郎四女、善助、徳太郎次男、同長女

大澤 善助（大沢-、おおさわ ぜんすけ、1854年3月7日（嘉永7年2月9日） - 1934年（昭和9年）10月10日）は、日本の実業家である。大沢商会、京都電気鉄道の創立者として知られる。幼名は松之助（まつのすけ）、養父を継ぎ清八（せいはち）とも名乗った。

## 人物・来歴
1854年3月7日（嘉永7年2月9日）、京都・富小路通丸太町下ルに松尾音松の二男松之助として生まれる。任侠・会津小鉄こと上坂仙吉の親分である同じく任侠の大澤清八（大垣屋清八）の養子となり、大澤松之助となる。のちに養父を継ぎ、大澤清八と名乗り、組の若大将として活躍した。
1877年（明治10年）、23歳のころ、同志社英学校初代校長の新島襄から洗礼を受け、クリスチャンとなる。父・清八、長男・徳太郎も受洗、人入れ稼業の組は上坂仙吉に譲った。同志社女学校の日米首脳陣による主導権争いが激化し、資金を出していたアメリカン・ボードが閉校を通告してきたため、存続のため1886年から資金援助を始める。
1890年（明治23年）、時計および自転車の輸入・製造販売を開始、大沢商会を創立した。1892年（明治25年）、京都電燈株式会社の代表取締役社長に就任する。1894年（明治27年）2月1日、京都電気鉄道を設立して取締役に就任（社長は高木文平）、翌年1895年（明治28年）、日本初の市街電車を開業した。1898年（明治31年）5月6日に開業した名古屋電気鉄道にも協力した。
京都府会議員となり、1899年（明治32年）、同府会議長となった。
1900年（明治33年）11月18日、大韓帝国の釜山（現在の大韓民国・釜山広域市）にわたり、善助が設立した釜山電燈会社に電気事業許可が下り、京都電燈と同地の居留民が共同出資して釜山電燈株式会社を設立、1902年（明治35年）4月1日には開業した。1910年（明治43年）5月、韓国瓦斯電気株式会社に同社を売却した。
1918年（大正7年）7月1日、京都電気鉄道を京都市に売却した。
1925年（大正14年）9月10日、善助の寄付で建てた、同志社女子部寄宿舎「大沢寮」が竣工した。
1934年（昭和9年）10月10日、死去した。満80歳没。

## 親族
長男に大沢商会二代目社長・大澤徳太郎。その妻幸恵は鈴木清 (実業家)の長女。
徳太郎長男は、J.O.スタヂオを興し、日本映画のトーキー化を推進した大澤善夫。その妻田鶴子は八馬財閥初代八馬兼介の孫。
次男の清治（1908-1947）は大沢商会専務となり、家族の反対を押し切って女優の清川虹子と結婚したが39歳で病死。
長女えい（1896年生）は、同志社女学校卒業後、前田忠（横浜正金銀行ブエノスアイレス支店など各地の支配人を経て、三和信託監査役）に嫁ぎ、二女富貴（1899年生）は同志社女学校卒業後、実業家武間享一の妻となり、同志社同窓会名誉会長・同志社幼稚園名誉園長を務め、三女満寿子（1906年生）は津下統一郎（カルピス製造会長・津下紋太郎の長男で、三井物産社員を経て富岡光学会長などを務めた）に、四女芳子（1911年生）は神戸湊西銀行（神戸銀行に吸収）創業家一族の末正武夫に嫁いだ。

## ビブリオグラフィ
- 『回顧七十五年』、京都日出新聞社印刷部、1929年4月

復刻『回顧七十五年：記・大沢善助』、大空社、2000年9月 ISBN 4756808980

## 註
1. 1 2 3 4 5 6  大沢善助日外アソシエーツ「20世紀日本人名事典」コトバンク 2018年7月9日閲覧。
2. 1 2 3 4 5  大沢善助講談社「日本人名大辞典+Plus」コトバンク 2018年7月9日閲覧。
3. ↑  大澤善助 (男性)『人事興信録』第4版 [大正4(1915)年1月]
4. ↑  創設期の同志社女学校同志社女子大学
5. ↑  同志社女子大学年表 同志社女子大学 2018年7月9日閲覧。
6. ↑  大澤徳太郎 (男性)『人事興信録』第4版 [大正4(1915)年1月]
7. ↑  八馬兼介 (男性)『人事興信録』第4版 [大正4(1915)年1月]
8. ↑  女優として人として　喜劇俳優清川虹子さん『かるな』20号、1998年、浄土宗出版室
9. ↑  前田忠『人事興信録』第14版 下(人事興信所, 1943)
10. ↑  津下紋太郎歴史が眠る多磨霊園
11. ↑  津下 紋太郎（読み）ツゲ モンタロウコトバンク